# Melanopolia ligondesi
Melanopolia ligondesi là một loài bọ cánh cứng trong họ Cerambycidae.